# Bartolomeu Varela
Bartolomeu Varela est un arbitre français de football né le 6 juillet 1973 à Dunkerque.

## Biographie
Bartolomeu Varela commence sa carrière d'arbitre professionnel le 14 août 2009 en Ligue 2 lors d'une rencontre entre la Berrichonne de Châteauroux et le CS Sedan.
Il devient arbitre de Ligue 1 lors de la saison 2010-2011 et un match comptant pour la 2e journée de championnat opposant l'AC Arles-Avignon au RC Lens le 14 août 2010.
Il est rétrogradé en 2017 dans la catégorie Fédéral 2.
Il est élu meilleur arbitre de Ligue 2 aux Trophées UNFP du football 2021. Il est radié du corps arbitral en février 2023 pour de faux justificatifs de remboursements de frais aériens.